# 207 v.Chr.
Het jaar 207 v.Chr. is een jaartal volgens de christelijke jaartelling. 

## Gebeurtenissen

### Italië
- Gaius Claudius Nero en Marcus Livius Salinator zijn consul in het Imperium Romanum.
- De Romeinse dichter Lucius Livius Andronicus vormt een gilde voor kunstenaars ter ere van de godin Minerva.
- Slag bij Grumentum: Het Romeinse leger levert een onbesliste veldslag bij Grumento Nova tegen Hannibal Barkas. De Carthagers trekken plunderend Apulië binnen.
- Hasdrubal Barkas trekt met het Carthaagse leger over de Pyreneeën en de Alpen, in Noord-Italië valt hij met zijn Gallische bondgenoten de Povlakte binnen om zich te voegen bij Hannibal.
- Slag bij de Metaurus: Hasdrubal lijdt in Umbrië een nederlaag bij de rivier de Metaurus, vier Romeinse legioenen (37 000 man) verslaan de Carthagers. Na de veldslag wordt Hasdrubals hoofd afgehakt en in het Carthaagse legerkamp van Hannibal gegooid.

### China
- Keizer Er Shi Huangdi wordt door Zhao Gao tot zelfmoord gedreven. De keizerlijke zegel gaat over naar zijn neef Zi Ying, die zich tot "koning van Qin" laat kronen. In het Chinese Keizerrijk breken opstanden uit.
- Eerste minister Zhao Gao eist het keizerschap voor zich op en wordt door de Qin-elite vermoord. De 26-jarige aristocraat Xiang Yu laat de laatste Qin-koning Zi Ying executeren, dit is het einde van de Qin-dynastie.

### Vietnam
- Trieu Vu Vuong (207 - 137 v.Chr.) sticht Vietnam en laat zich tot koning kronen.

### Europa
- Koning Clotenus (207 - 201 v.Chr.) volgt zijn vader Cledaucus op als heerser van Brittannië.

### Griekenland
- Philopoemen verslaat op de Peloponnesos met de Achaeïsche Bond, in de slag bij Mantinea het Spartaanse leger. In Sparta wordt Nabis, een Syrische slaaf en avonturier, tot tiran uitgeroepen.

## Geboren
- Quintus Caecilius Metellus Macedonicus (~207 v.Chr. - ~115 v.Chr.), Romeins consul en veldheer

## Overleden
- Chrysippos van Soli (~280 v.Chr. - ~207 v.Chr.) Grieks filosoof (73)
- Hasdrubal Barkas (~245 v.Chr. - ~207 v.Chr.), Carthaagse veldheer (38)
- Er Shi Huangdi (~230 v.Chr. - ~207 v.Chr.), keizer van het Chinese Keizerrijk (23)